# Мать-героиня (Украина)
Мать-героиня (укр. Мати-героїня) — государственная награда Украины — почётное звание, присваиваемое президентом Украины женщинам, родившим и воспитавшим до восьмилетнего возраста пятерых и более детей.

## История награды
- 11 мая 2004 года Верховная Рада Украины приняла Закон Украины № 1705-IV «О внесении изменения в статью 10 Закона Украины „О государственных наградах Украины“», которым была установлена новая государственная награда Украины — почётное звание «Мать-героиня».
- 4 июня 2004 года Закон вступил в силу[1].
- 21 августа 2004 года Указом Президента Украины № 963/2004 были внесены соответствующие изменения в Указ от 29 июня 2001 «О почётных званиях Украины» — установлены основания для награждения и описание нагрудного знака.
- 21 августа 2004 — первый указ Президента Украины о присвоении нового звания. Почётное звание «Мать-героиня» присвоено многодетным матерям, кавалерам орденов СССР «Мать-героиня» и «Материнская слава» I—III степеней Примак Анне Ефремовне и Репетило Лидии Григорьевне[2].
- 16 декабря 2011 года Указом Президента Украины № 1160/2011 были внесены изменения в описание нагрудного знака, вступающие в силу с 1 января 2012 года.

## Положение о почётном звании
- Звание присваивается женщинам, родившим и воспитавшим до восьмилетнего возраста пятерых и более детей, в том числе детей, усыновлённых в установленном законодательством порядке, учитывая весомый личный вклад в воспитание детей в семье, создание благоприятных условий для получения детьми образования, развития их творческих способностей, формирования высоких духовных и моральных качеств.
- Присвоение почётного звания производится указом Президента Украины.
- Присвоение почётного звания повторно не производится.
- Присвоение почётного звания посмертно не производится.
- Лицу, удостоенному почётного звания, вручаются нагрудный знак и удостоверение к почётному званию установленного образца.

## Единовременное вознаграждение
Указом Президента Украины В. А. Ющенко № 1254/2007 с 1 января 2008 года было учреждено единовременное вознаграждение женщинам, которым присвоено почётное звание Украины «Мать-героиня», в десятикратном размере прожиточного минимума, установленного для трудоспособных лиц.

## Описание нагрудного знака
Нагрудный знак к почётному званию Украины имеет форму овального венка, образованного двумя ветвями лаврового листа. Концы ветвей внизу обвитые лентой. В середине венка помещён фигурный картуш. Картуш венчает малый Государственный Герб Украины. Лицевая сторона нагрудного знака выпуклая. Все изображения и надпись рельефные. На оборотной стороне нагрудного знака — застёжка для прикрепления к одежде.
Размеры нагрудного знака: ширина — 35 мм, длина — 45 мм.

### 2004—2011
Нагрудный знак к почётному званию «Мать-героиня» изготовляется из позолоченного серебра и содержит на фигурном картуше серебряное изображение матери с ребёнком на руках, а под ним — ленту белой эмали с надписью «Мать-героиня», выполненной из жёлтого металла.

### C1 января2012 года
Нагрудный знак к почётному званию «Мать-героиня» изготавливается из латуни и содержит на фигурном картуше изготовленное из нейзильбера изображение матери с ребёнком на руках, а под ним — ленту белой эмали с надписью «Мать-героиня». Малый Государственный Герб Украины, овальный венок, фигурный картуш и надпись «Мать-героиня» — позолоченные. Поле щита малого Государственного Герба Украины залито синей эмалью.

## Порядок ношения
- Лица, удостоенные почётных званий, носят нагрудные знаки к ним на правой стороне груди.

## Статистика награждений
- От учреждения в 2004 году по 30 августа 2011 года звание получили 71 446 женщин[3].
- В январе-августе 2011 года почётное звание «Мать-героиня» присвоено более 23 000 женщин[4]. Всего до конца 2011 года планировалось отметить около 30 000 многодетных матерей[5].
- По состоянию на 1 октября, с начала 2012 года почётное звание «Мать-героиня» присвоено более 35 тысячам женщин[6].
- По состоянию на 24 августа 2013 года, с начала года Президент присвоил почётное звание «Мать-героиня» почти 20 тысячам многодетных матерей. В целом Виктор Янукович присвоил указанное почётное звание более 95 тысячам многодетных матере[7]й.
- Накануне Дня независимости 23 августа 2014 года президент Украины Петр Порошенко подписал указы о присвоении почетного звания «Мать-героиня» более 3000 многодетным женщинам.